# Баинов (аал)
Баинов — аал в Усть-Абаканском районе, находящийся в 55 км от райцентра — пгт. Усть-Абакан.
Расстояние до ближайшей железнодорожной станции — 9 км, до аэропорта г. Абакан — 25 км. Расположен на р. Абакан. Число хозяйств — 45, население — 126 чел. (01.01.2004).
Название происходит от хакасской фамилии Баинов.

## Население
| 2002 | 2010 |
| ---- | ---- |
| 136  | ↘126 |